# Ван Рюмпт, Аннемарике
Аннемарике ван Румпт (нидерл. Annemarieke van Rumpt, род. 29 апреля 1980) — голландская спортсменка, гребчиха, призёр кубка мира по академической гребле и Летних Олимпийских игр 2008, 2012 годов.

## Биография
Аннемарике ван Румпт родилась 29 апреля 1980 года в городе Мидделхарнис, провинция Южная Голландия. Профессиональную карьеру гребца начала с 1998 года. Состоит и тренируется в клубе «Phocas NSRV», Неймеген.
Первым международным соревнованием на котором ван Румпт приняла участие был чемпионат мира по академической гребле среди юниоров 2002 года в Генуе (2002 WORLD ROWING U). В составе женской четверки без рулевой с результатом 07:34.560 её команда заняла второе место, обогнав соперниц из России (07:36.410 — 3е место), но уступив золото заплыва австралийкам (07:29.060 — 1е место).
Сборную Нидерландов по академической гребле на Летних Олимпийских играх 2008 года в Пекине ван Румпт представляла в дисциплине — восьмёрки. В финальном заплыве её команда с результатом 6:07.22 заняла второе место, уступив золотую награду соперницам из США (6:05.34 — 1е место).
На Летние Олимпийские игры 2012 года в Лондоне ван Румпт добыла лицензию на право участия в составе восьмёрки. Команда голландских гребчих пришли к финишу третьей (06:13.120), уступив соперницам из Канады (06:12.060 — 2е место) и США (06:10.590 — 1е место).